# Mad Dog (álbum)
Mad Dog es el cuarto álbum de estudio del músico británico John Entwistle, publicado por la compañía discográfica Track Records en febrero de 1975. El álbum, nuevamente coproducido por John Alcock, supuso el menor éxito comercial de Entwistle al alcanzar solo el puesto 192 de la lista estadounidense Billboard 200, y fue su último trabajo de estudio en seis años, hasta el lanzamiento de Too Late the Hero.
La canción «Cell Number 7», estrechamente relacionada con «Long Live Rock», detalla el roce de The Who con la justicia canadiense en 1974 después de una fiesta en un hotel de Montreal durante la gira de Quadrophenia.

## Recepción
Allmusic comentó sobre el álbum: «Es agradable en ráfagas cortas, pero también hace buen caso a la sabiduría convencional de que incluso los mejores bajistas son solo regulares como líderes de banda». La reseña continuó diciendo: «Parece que no puede decir sus buenos chistes sin dejar rastro, pone sus mejores canciones justo al lado de temas que habría sido mejor abandonar en el local de ensayo, y para un tipo que era un tercio del mejor trío de Inglaterra (además del vocalista), no siempre parece saber qué hacer con una banda grande».

## Lista de canciones
Todas las canciones escritas y compuestas por John Entwistle excepto donde se anota. 
| N.º | Título               | Escritor(es)                | Duración |  |
| 1.  | «I Fall to Pieces»   |                             | 3:55     |  |
| 2.  | «Cell Number 7»      | John Entwistle, Tony Ashton | 4:02     |  |
| 3.  | «You Can Be So Mean» |                             | 3:55     |  |
| 4.  | «Lady Killer»        |                             | 3:29     |  |
| 5.  | «Who in the Hell?»   |                             | 3:34     |  |
| 6.  | «Mad Dog»            |                             | 5:27     |  |
| 7.  | «Jungle Bunny»       | John Entwistle, Mike Deacon | 4:03     |  |
| 8.  | «I'm So Scared»      |                             | 4:01     |  |
| 9.  | «Drowning»           |                             | 4:41     |  |

| Temas extra de la reedición de 2005 |                                                  |          |  |
| N.º                                 | Título                                           | Duración |  |
| 1.                                  | «Mad Dog» (Mezcla publicada como sencillo)       | 3:55     |  |
| 2.                                  | «Cell Number 7» (Mezcla publicada como sencillo) | 4:07     |  |

## Personal
- John Entwistle: voz, bajo y sintetizador
- Eddie Jobson: piano y violín
- Tony Ashton: piano
- Howie Casey: saxofón tenor
- Dave Caswell: trompeta
- Doreen Chanter: coros
- Irene Chanter: coros
- Graham Deakin: batería y percusión
- Juanita "Honey" Franklin: coros
- Nashville Katz: orquestación
- John Mealing: piano
- Dick Parry: saxofón barítono
- Mike Wedgwood: guitarra y orquestación
- Robert A. Johnson: guitarra

## Posición en listas
| País           | Lista         | Posición |
| -------------- | ------------- | -------- |
| Estados Unidos | Billboard 200 | 192      |